# فرهنك جهانكيري

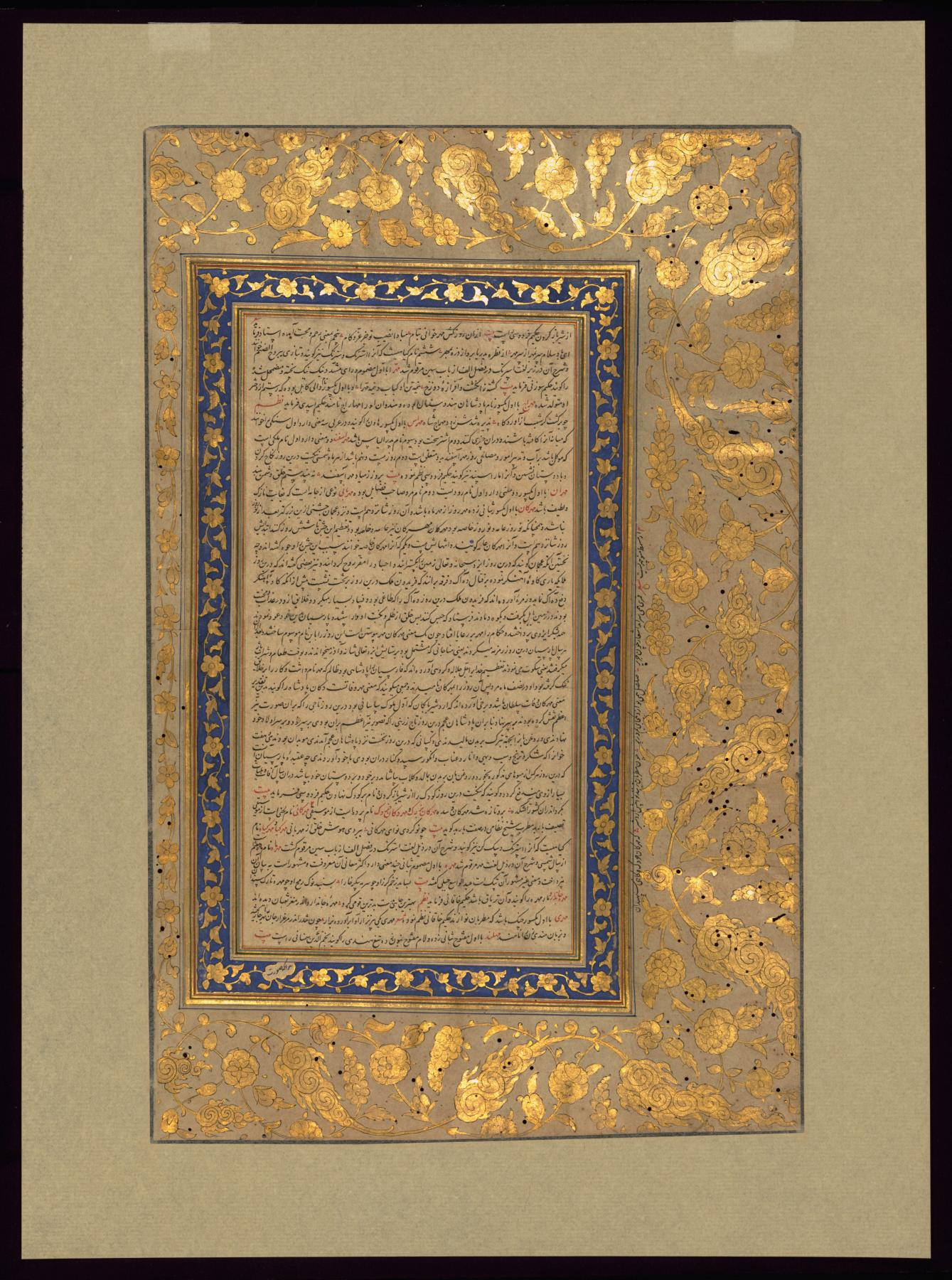
صفحة من نسخة مخطوطة للقاموس - محفوظة في متحف ولترز الفني.

فرهنگ جهانگيري (تعني:القاموس الجهانكيري) هو قاموس فارسي من تصنيف جمال الدين عضد الدولة حسن بن فخر الدين حسين اينجو الشيرازي، وهو من علماء الهند في القرن الحادي عشر الهجري.

## تعريف
جاء في «إيضاح المكنون»: فرهنك جهانكيرى - في اللغة فارسي لجمال الدين حسين بن فخر الدين حسن المتوفى سنة.. أوله بنام ايزد بخشاينده بخشايش الخ.
شرع الشيرازي بتأليف الكتاب عام 1005 هـ على عهد أكبر پادشاه ثمّ أنهاه على عهد ولده جهانگير في عام 1017 هـ، وسمّي الكتاب بإسمه.

## الترتيب
اساس تنظيم وترتيب الكلمات في هذا القاموس هو الحرف الثاني من الكلمة. كل مجموعة في باب، فمثلاً الكلمات «پاك، باج، مار، كافور»، يبحث عنها في باب الألف، والكلمات «ستارة، شتر، مترس وكتك» يبحث عنها في باب التاء. أما الحرف الأول من الكلمة فيطلق عليه الفصل، وهكذا فانَّ الكلمات «سر، سراچه، سرادار وسرانجام» تقع في باب الراء وفصل السين.

## الطبع
ذكر آغا بزرك الطهراني أن القاموس طُبع مكررا بالهند 1293 هـ وطهران، إلى جانب مختصره، تأليف عباس كردستاني اسمه «مختصر فرهنگ جهانگيرى».